# Bilaj (tvrđava u Gospiću)
Bilaj, utvrda u selu Bilaju 6 km jugoistočno Gospića. Od njega su danas ostali skromni ostatci na stijeni usred sela.

## Povijest
Pretpostavlja se da je plemićki grad podignut u prvoj polovici 15. stoljeća. Vrela ga spominju prvi put tek 1451. godine, kada ga je Tomo Tvrtković prepustio Petru Talovcu. Poslije je bio vlasništvo Ivana Karlovića (1509. – 1527.). Osmanlije njime vladaju od 1527. do 1689. godine.
Za Bilaj i još neke građevina s područja Like i Krbave dugo nije bilo jednostavno odlučiti jesu li nastale u hrvatskom srednjem vijeku ili u osmanskom srednjem vijeku. Bilaj pripada skupini u kojoj su utvrde Stari, Pusti ili Suhi Perušić, Barlete, Medak, Ostrovica Lička. Premalo je tragova na terenu za siguran zaključak, a pouzdano je samo da su bili u turskoj uporabi. Pretpostavljalo se da je prije osmanskog osvajanja bio rezidencija neke plemićke obitelji, što se vidjelo iz elegantne izrade prozora i pragova.
Čini se da je nastao početkom 15. stoljeća, s obzirom na tlocrt i način zidanja. Zbog položaja za očekivati je da je bio naseljen u prijašnjim stoljećima. Na zemljovidu M. Pagana iz 1530. prikazana je utvrda Bilaj s naseljem u podnožju. Jedan od nekoliko utvrđenih gradova pod osmanskom vlašću u središnjem dijelu Like, uz Novi, Perušić i Ribnik. Srednjovjekovni utvrđeni grad bio je važna utvrda osmanskog obrambenog sustava. Čini se da je grad bio u ruševnom stanju već 1689. godine.
Nakon osmanske vlasti prepušten propadanju, a mještani su ga koristili kao kamenolom.
Opat Marin, vjerojatno lički misionar i budući biskup Martin Brajković zapisao je 1695. da je utvrda Bilaj na "ubavom brdu" usred ličke županije. Pogled s njega seže na sva okolna ravna polja i sve do velebitskog gorja. S jedne strane prepreku predstavlja rijeka Lika preko koje se može doći mostom. U osmanska vremena most je bio čuvan iz drvene kule. Nasuprot Bilaju s istoka su Ribnik i Rebren. Bilaj je većim dijelom pod zemljom i sa strane strše jedino zidine.

## Osobine
Branič-kula mu je bila osmerokutna, a međutim na starom tlocrtu iz oko 1700. godine kula je peterokutna. Ne prepoznaje se osmanski doprinos gradnji i malo je materijalnih tragova, što bi bilo očekivati zbog duljine vladavine. 1900. godine zabilježeno je u popisu povijesnih građevina da je tvrđa od koje stoje ostatci stare vojničke tvrđave. Dugo je još stajao zid osmerokutne kule, a srušio se u prvoj polovici 20. stoljeća. Još se raspoznaju temelji na uzdignutoj kamenoj hridi te nešto okolna 70 cm debela ziđa.
Povjesničar Mile Magdić je 1906. zabilježio "U kotaru gospićkome, županije ličko-krbavske, pet kilometara daleko od Gospića, prema iztoku-jugo-iztoku, uzpinje se brieg, kojemu nadmorska visina iznosi 638 metara. Za ovaj brieg nema narod danas posebnog imena, već ga prosto zove »Gradina«. Brieg je na dnu obrastao grmljem, dok se dvie trećine njegove izprečno i golo kamenje, kano da ga je tko razasuo, a mednju njim raste miloduha brisina (Satureja montana) i riedka kratka trava, koju pasu ličke ovce. Na samom vrhuncu toga briega vide se još i danas razvaline starog grada Belaja ili – kako ga narod danas zove – Bilaja. Do razvalina vodi nogostup, ali se i taj na više mjesta ne pozna. Bilajčani pripoviedaju, da je nekad bio put, koji je s iztočne strane na zasuk vodio do grada, tako, da je na vrhu gradine bio sa zapadne strane. Sudeći po kukavnim ostatcima, bio je grad Belaj sagradjen u obliku nepravilna šesterokuta, a imao je u opsegu sedamdeset i četiri metra. Bilajčani pripoviedaju, da su jošte pred sedamdeset godina zidine bile čitave i da su na vrhu gradine bile dva metra debele. Do dana današnjega sačuvala su se samo dva komada zida, od kojih je jedan po prilici pet, a drugi osam metara visok. U gradu samu bila je i nakapnica, koja je porušena i zemljom zasuta. S iztočne strane grada, u udaljenosti od kakvih šest koraka, uzdiže se još i sada petanest metara dugačak i jedan metar visok zid, koji je bio podignut za obranu grada, jer je s te strane bio grad najpristupačniji."
Sve do 1940-ih godina stajala su od ostataka dva visoka kamena zuba. Na južnoj strani grada su skromni ostatci zida i prilazne staze. To daje temelj pretpostavci da je uz središnju utvrdu imao vanjsku utvrdu koja je branila izravan pristup središtu grada.